# シェイク (単位)
シェイク（英: shake）は、10 ナノ秒（10−8 秒）に等しい非公式の単位である。
原子核物理学において、核爆発の際に起こる様々な事象の時間計測を簡便にするために用いられる。例えば、連鎖反応の1世代（核分裂によって中性子が放出されてから別の原子核に捕獲されるまで）は1シェイクのオーダーであり、連鎖反応は一般的には50〜100シェイクで完了する。
この単位は、第二次世界大戦中のアメリカ合衆国における原子爆弾の開発計画であるマンハッタン計画で使われ出したものである。アメリカの俗語で、「すぐに」「直ちに」という意味の"in two shakes of a lamb's tail"（直訳すると「子羊の尾の2振りの間に」）というフレーズがあり、原子爆弾の開発者にとってこの言葉は、10ナノ秒を表すのに用いると便利であった。
"in two shakes of a lamb's tail"という言葉の最も古い用例は、トーマス・インゴールズビーによる『インゴールズビーの伝説』である 。